# Overdose (groupe)
Pour les articles homonymes, voir Overdose (homonymie).
Overdose est un groupe de thrash metal brésilien, originaire de Belo Horizonte, à Minas Gerais. Il est formé en 1983 par Baza et Claudio David, et prend sa composition finale en 1985.
Comme ils n'ont pas encore assez de titres, un premier album sort en 1985, en association avec un autre jeune groupe brésilien : Sepultura. Tandis que leurs camarades deviendront l'un des groupes phares de la scène metal, Overdose n'a qu'un succès local. Leur album Circus of Death (1992) reçoit un bon accueil international. En 1995 sort le dernier album d'Overdose, Scars. Malgré l'arrivée de l'ex-guitariste de Sepultura Jairo Guedz, le groupe se sépare cette même année. 
Après sa séparation en 1995, le groupe revient onze ans plus tard, en 2016.

## Biographie
Overdose est formé en 1983 à Belo Horizonte, Minas Gerais. Il est considéré comme l'un des pionniers du heavy metal au Brésil, et également le premier groupe de metal ayant émergé à Belo Horizonte. Le groupe joue initialement du heavy metal et du power metal. Deux ans après sa formation, en 1985, le groupe publie son premier split avec Sepultura, Século XX/Bestial Devastation,. Après plusieurs tournées et concerts avec Sepultura et d'autres groupes comme Testament et Kreator, et cinq albums sortis localement au label brésilien Cogumelo Records — Século XX, Conscience..., You're Really Big, Addicted to Reality et Circus of Death —, le groupe signe un contrat avec le label nord-américain Futurist Label Group en 1993, et publie son sixième album studio, Progress of Decadence, à l'international. Ils se lancent ensuite dans deux tournées nord-américaines (États-Unis et Canada), et dans quelques festivals européens.
Après plus de 90 concerts en 1995, le groupe publie son septième album studio, Scars, et tourne en Amérique du Nord. C'est cette même année que le groupe réussit à se faire connaître mondialement. À l'international, ils effectuent une quarantaine de concerts avec Skrew et Spud Monsters. Ils jouent aussi avec Carnivore au Lime Light de New York. Pendant sa deuxième tournée internationale, Overdose joue avec le groupe américain Dead Orchestra. En Europe, ils sont soutenus par Grip Inc. et jouent à divers festivals comme le Dynamo Open Air (Pays-Bas), les Mégafolies (France), et au Rock Affligem (Belgique), entre autres. Après une courte pause, le groupe est invité à la radio américaine CMJ. Cette même année, le groupe se sépare, et Scars reste le dernier album studio en date.
Après plus de 20 ans d'inactivité, Overdose se reforme en 2016 pour un concert avec Tormento, Banda Worst et Sepultura.
En 2017, le retour du groupe est officiellement confirmé.

## Membres

### Membres actuels
- Cláudio David - guitare (1983-1997, 2008, depuis 2016)
- Pedro « Bozó » Amorim - chant (1983-1997, 2008, depuis 2016)
- Sérgio Cichovicz - guitare (1992-2002, 2008, depuis 2016)
- Bernardo Gosaric - basse (depuis 2016)
- Heitor Silva - batterie (depuis 2016)

### Ancien membres
- Fernando Pazzini - basse (1983-1992, 2008)
- Dilsinho - guitare (1983-1984)
- Ricardo Souza - guitare (1983-1986)
- Helio Eduardo - batterie (1983-1987)
- André Márcio - batterie (1987-1997, 2008)
- Eddie Weber - basse (1993-1997)

## Discographie

### Autres
- 1985 : Split avec Sepultura (split)
- 1990 : Século XX (compilation)